# Cole Anthony

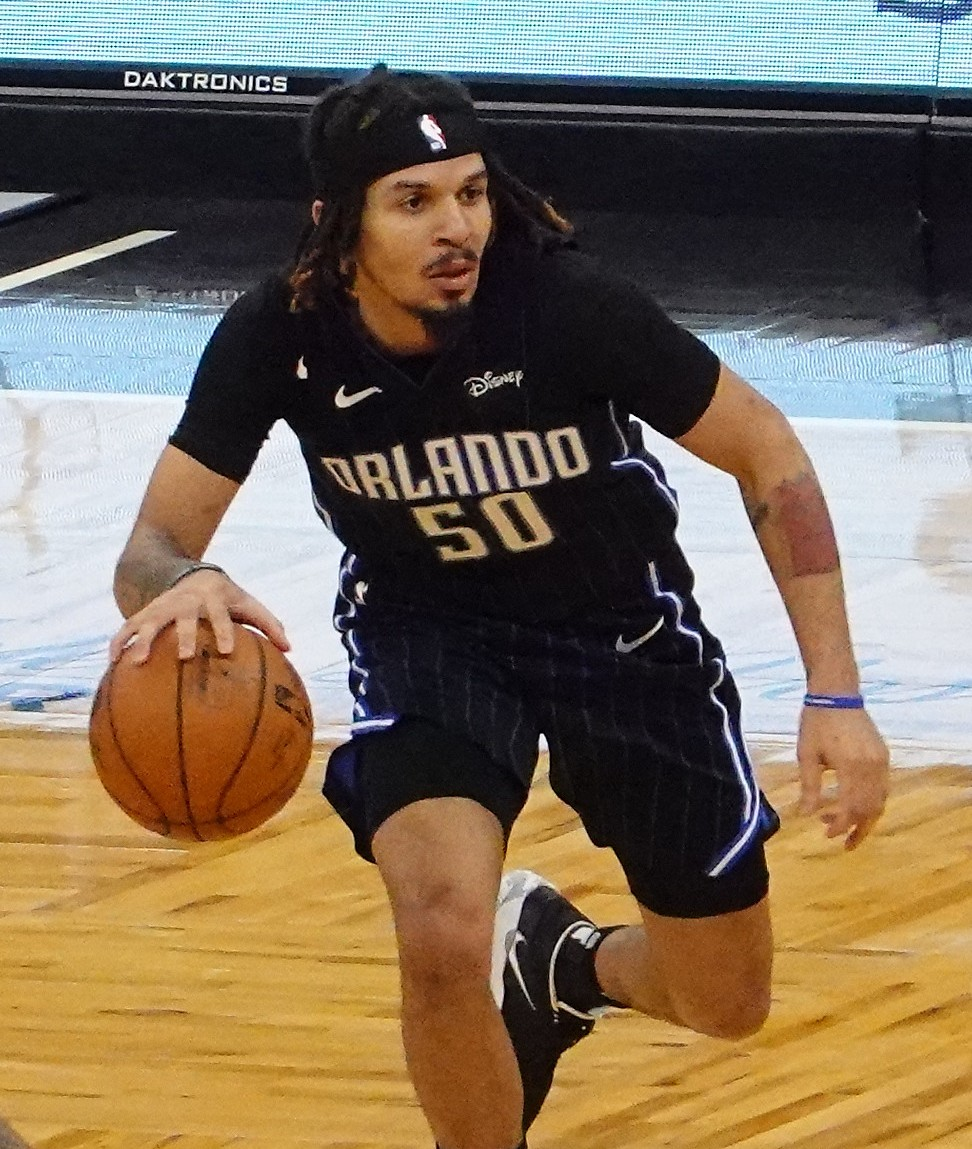
Cole Anthony, 2021.

Cole Hinton Anthony, född 15 maj 2000 i Portland i Oregon, är en amerikansk professionell basketspelare (PG) som spelar för Milwaukee Bucks i National Basketball Association (NBA). Han har tidigare spelat för Orlando Magic.
Anthony draftades av Orlando Magic i första rundan i 2020 års draft som 15:e spelare totalt.
Innan han blev proffs studerade Anthony vid University of North Carolina at Chapel Hill och spelade för universitetets idrottsförening North Carolina Tar Heels.